# Municipio de Feodosia
El Municipio de Feodosia (en ucraniano: Феодосійська міська рада, en ruso: Феодосийский городской совет, en tártaro de Crimea: Kefe şeer şurası) es un municipio de Ucrania situado en la Crimea. Es una de las 25 regiones de la República Autónoma de Crimea, cuya soberanía está en disputa entre República de Crimea de Rusia y Ucrania. Se encuentra ubicada en el en  la parte este Crimea, rodeando la bahía de Feodosia.
Se trata de una región turística, situada en el sureste de Crimea, es uno de los territorios recreativas más populares de la antigua Unión Soviética. Además de por su capital, Feodosia, la región es famosa por la ciudad turística de Koktebel.

## Localidades
Además de la ciudad de Feodosia, la región incluye cinco ciudades y 12 pueblos que se organizan en siete comunidades de pueblos y ciudades.
| 1 — Comunidad de Berehove - Berehove - Stepne 2 — Comunidad de Koktebel - Koktebel - Nanikove 3 — Comunidad de Nasypne - Nasypne - Blyzhnie - Vynohradne - Pionerske - Pidhirne - Soniachne - Yuzhne | 4 — Comunidad de Ordzhonikidze - Ordzhonikidze 5 — Comunidad de Prymorski - Primorski 6 — Comunidad de Shchebetovka - Shchebetivka - Krasnokamianka - Kurortne 7 — Comunidad de Feodosia - Feodosia |